# La città perduta (serial cinematografico)
La città perduta (The Lost City) è un serial cinematografico del 1920 diretto da E.A. Martin. Interpretato da Juanita Hansen, fu prodotto dalla Selig Polyscope Company e distribuito in sala dalla Warner Bros. nel 1920.
Dal serial venne tratto un film di una cinquantina di minuti dal titolo The Jungle Princess - ribattezzato in Italia La prigioniera della jungla - che uscì sul mercato americano anche su VHS, per la Grapevine Video, e su DVD, distribuito nel 2006 dalla Serial Squadron.

## Trama
Due cacciatori, il milionario Jack e il suo amico Pat O'Malley, incontrano Zoolah, figlia del re di Wanda, una città abitata da bianchi ma perduta nella giungla dell'Africa più profonda e la liberano dai trafficanti di schiavi che la tengono prigioniera. I tre affronteranno insieme numerose avventure per riuscire a raggiungere la città perduta.

### Episodi
1. La principessa sconosciuta (The Lost Princess)
2. Il paese della peste (The City of Hanging Gourds)
3. L'elefante selvaggio (The Flaming Tower)
4. Nella jungla (Jungle Death)
5. La pantera nera (The Puma's Victim)
6. Il rito del sangue (The Man-Heater's Prey)
7. Gelosia di donna (The Bride of Death)
8. Il pallone libero (A Tragedy in the Sky)
9. La riconoscenza di Farthar (The Palace of Black Wall)
10. La carovana delle scimmie (The Tug of War)
11. In the Lion's Jaw (Non distribuito in Italia)
12. The Jungle Fire (Non distribuito in Italia)
13. In the Cave of Eternal Fire (Non distribuito in Italia)
14. Il dolore di Stanley (Eagle's Nest)
15. La città ritrovata (The Lost City)[1]

## Produzione
Il serial fu prodotto dalla Selig Polyscope Company. Di genere avventuroso, è uno dei film girati nel giardino zoologico della Selig di Los Angeles che William Nicholas Selig affittava anche ad altri studios cinematografici che avevano bisogno di animali selvaggi per le riprese in ambienti esotici come avvenne per il primo film di Tarzan. Alcune scene, furono girate nei Thomas H. Ince Studios di Culver City.

## Distribuzione
Distribuito dalla Warner, Il serial, in trenta rulli, si componeva di quindici episodi di due rulli ciascuno per un totale di novemila metri di pellicola. Uscì nelle sale nel 1920, con la prima proiezione nel gennaio di quell'anno